# Beaulieu (Isère)
Beaulieu é uma comuna francesa na região administrativa de Auvérnia-Ródano-Alpes, no departamento de Isère. Estende-se por uma área de 8,79 km². Em 2010 a comuna tinha 654 habitantes (densidade: 74,4 hab./km²).